# Dittersdorf (Türingia)
Dittersdorf település Németországban, azon belül Türingiában. Lakosainak száma 442 fő (2023. december 31.). Dittersdorf Tegau és Göschitz községekkel határos.

## Népesség
A település népességének változása:
| Lakosok száma | 290  | 461  | 463  | 455  | 462  | 442  |
|               | 2014 | 2017 | 2019 | 2021 | 2022 | 2023 |